# Капозеле
Капозеле (італ. Caposele) — муніципалітет в Італії, у регіоні Кампанія, провінція Авелліно.
Капозеле розташоване на відстані близько 260 км на південний схід від Рима, 85 км на схід від Неаполя, 39 км на схід від Авелліно.
Населення — 3494 особи (2014).
Щорічний фестиваль відбувається 10 серпня. Покровитель — Святий Лаврентій.

## Демографія
Населення за роками:

Станом на 1 січня 2023 року в муніципалітеті офіційно проживало 60 іноземців з 9 країн, серед них 21 громадянин країн Євросоюзу та 4 громадяни України.

## Сусідні муніципалітети
- Баньолі-Ірпіно
- Калабритто
- Кастельнуово-ді-Конца
- Конца-делла-Кампанія
- Лав'яно
- Ліоні
- Теора
- Вальва